# 真的死了六百萬人嗎？
《真的死了六百萬人嗎？最后的真相》（英語：Did Six Million Really Die? The Truth at Last）是一本支持纳粹大屠杀否认论的著作，据称該書作者是英国国民阵线成员理查德·维拉尔。該書于1974年由恩斯特·曾德尔出版。
1983年，大屠杀幸存者Sabina Citron根据加拿大《刑事法典》第181条对恩斯特·曾德尔提起自訴並指控其散布虚假消息。1988年，加拿大最高法院表示該著作與人們的認知不符。
該書在德国和南非被禁止出版。
2017年，該書從Amazon.com的美国站和英国站下架。